# Kurfürstendamm (metropolitana di Berlino)
La stazione di Kurfürstendamm è una stazione di trasferimento sotterranea della metropolitana di Berlino delle linee U1 e U9. Situata nel quartiere di Charlottenburg (distretto di Charlottenburg-Wilmersdorf), all'estremità orientale della Kurfürstendamm, la maggiore strada commerciale della città.
Importante esempio di architettura del secondo dopoguerra, è posta sotto tutela monumentale (Denkmalschutz).

## Storia
La stazione di Kurfürstendamm venne costruita per consentire l'interscambio fra la costruenda linea G (attuale U9) e la linea B (attuale U1), già esistente fin dal 1913.
La linea G, comprendente la stazione al livello inferiore, venne attivata il 28 agosto 1961; la stazione al livello superiore, sull'esistente linea B, seguì dopo pochi giorni, il 2 settembre.

## Strutture e impianti
La stazione, interamente sotterranea, è composta di due livelli, uno superiore ("oben") e uno inferiore ("unten").
Al livello superiore, servito da banchine laterali, fermano i treni della linea U1; l'impianto è identificato dal codice "Kfo" ed è posto alla progressiva chilometrica 0+791, a 791 metri di distanza dalla stazione precedente (Wittenbergplatz) e a 404 metri da quella successiva (Uhlandstraße).
Al livello inferiore, servito da una banchina ad isola, fermano i treni della linea U9; l'impianto è identificato dal codice "Kfu" ed è posto alla progressiva chilometrica 98+117, a 441 metri di distanza dalla stazione precedente (Zoologischer Garten) e a 631 metri da quella successiva (Spichernstraße).
Il progetto architettonico della stazione fu opera di Bruno Grimmek con la collaborazione di Victor Seist.

## Interscambi
- Fermata autobus